# Eulepidotis microleuca
Eulepidotis microleuca là một loài bướm đêm trong họ Erebidae.